# Both Ways Open Jaws
Albums de The Dø
A Mouthful
(2008) Shake Shook Shaken
(2014)
Both Ways Open Jaws est le deuxième album du groupe The Dø sorti en France le 7 mars 2011.
Après le succès de leur premier album (150 000 albums vendus), le duo décide de s'en tenir à leurs principes d'indépendance et de prise de risque et d'explorer de nouvelles directions. Ils décident de quitter le studio d'enregistrement de la région parisienne où ils avaient leurs habitudes pour enregistrer dans le Luberon, dans une maison ayant appartenu à Maurice Ronet.

## Titres
Toutes les chansons sont écrites et composées par Olivia Bouyssou Merilahti et Dan Levy.
| No  | Titre                           | Durée |
| --- | ------------------------------- | ----- |
| 1.  | Dust It Off                     | 3:42  |
| 2.  | Gonna be sick !                 | 4:09  |
| 3.  | The Wicked & The Blind          | 5:08  |
| 4.  | Too Insistent                   | 3:29  |
| 5.  | Bohemian Dances                 | 4:23  |
| 6.  | Smash Them All (Night Visitors) | 5:12  |
| 7.  | Leo Leo                         | 3:30  |
| 8.  | B.W.O.J.                        | 1:43  |
| 9.  | Slippery Slope                  | 2:41  |
| 10. | The Calendar                    | 4:03  |
| 11. | Was it a dream ?                | 3:05  |
| 12. | Quake, Mountain, Quake          | 2:10  |
| 13. | Moon Mermaids                   | 3:02  |

Deux morceaux supplémentaires sont présents sur une édition vendue dans les enseignes Fnac.
| No  | Titre   | Durée |
| --- | ------- | ----- |
| 14. | Open C  |       |
| 15. | No clue |       |

## Classement
| Meilleur classement | Meilleur classement | Meilleur classement |
| France              | Belgique            | Suisse              |
| ------------------- | ------------------- | ------------------- |
| 14                  | 55                  | 34                  |